# Erik Pettersson (haltérophilie)
Pour les articles homonymes, voir Pettersson.
Erik Pettersson (né le 18 mai 1890 à Nyköping et mort le 4 avril 1975 à Stockholm) est un haltérophile suédois.

## Palmarès

### Jeux olympiques
- Anvers 1920
  -  Médaille de bronze en moins de 82,5 kg[1].